# Avosnes
Avosnes est une commune française située dans le département de la Côte-d'Or, en région Bourgogne-Franche-Comté.

## Géographie

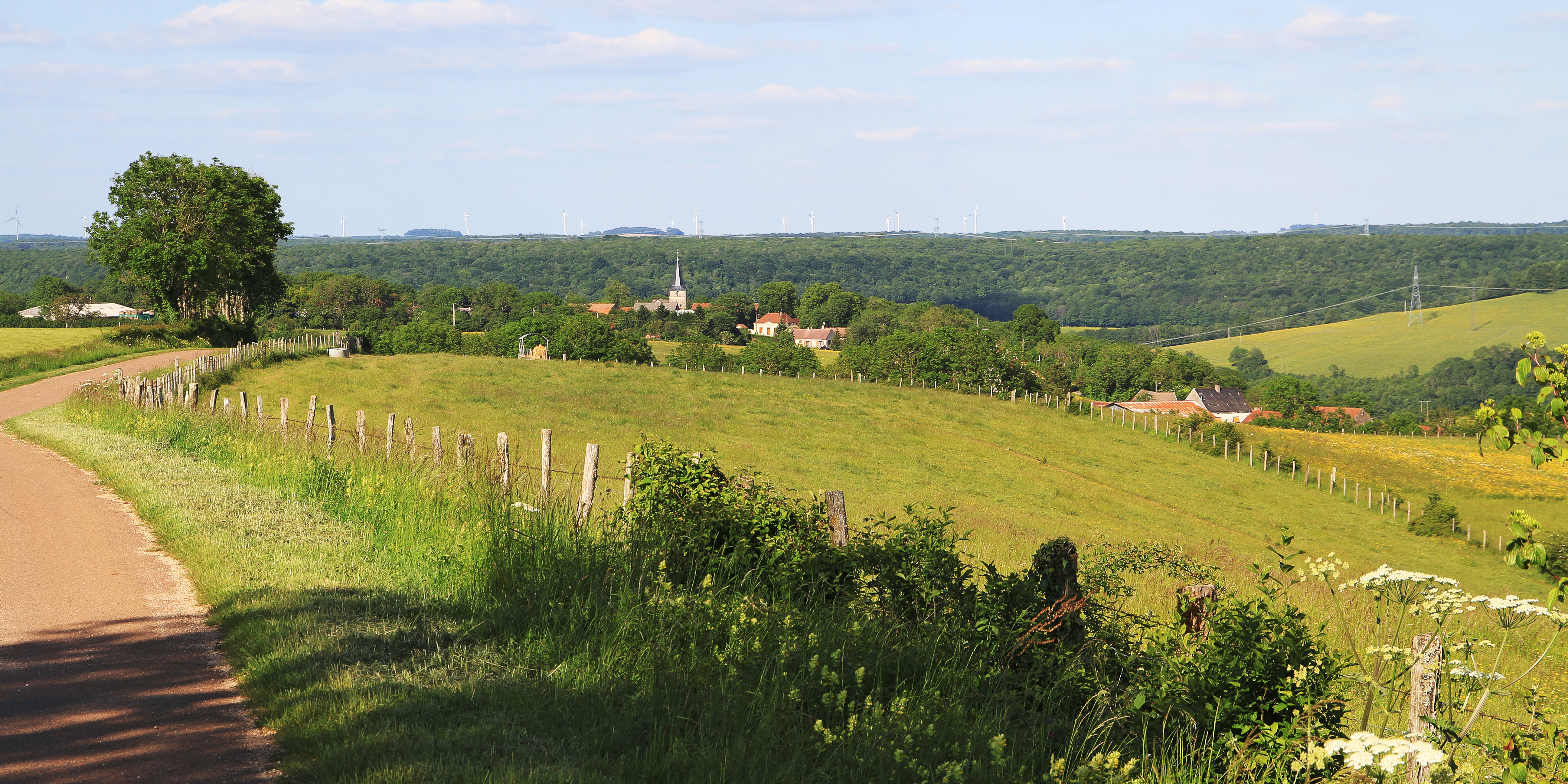
Avosnes au-dessus de la vallée de l'Ozerain.

Le finage d'Avosnes est constitué d'une partie haute à l'ouest : une part du plateau qui s'étend de la vallée de la Brenne à la vallée de l'Ozerain (552 m au lieu-dit Chêgnot), et d'une partie basse à l'est : une part de la vallée attenante de l'Ozerain (370 m sur la rivière) avec ses deux versants. Au nord le plateau est creusé par une combe au fond de laquelle se niche le hameau de Barain. Le village d'Avosnes est installé sur un promontoire au-dessus de l'Ozerain alors que son quartier du Vau est plutôt sur le coteau. Les fonds de vallées en bas d'Avosnes et de Barain sont occupés par des prairies d'élevage tandis que le plateau est orienté généralement vers l’agriculture. Des bois couvrent les pentes abruptes et la pointe nord du territoire.

## Hydrographie
Le plateau creusé de vallées aux pentes rapides favorise l'apparition de sources qui alimentent des ruisseaux aboutissant tous à l'Ozerain, rivière du bassin versant de la Seine par l'Armançon et l'Yonne. Cinq sources sur le versant gauche de la rivière (sources des Bordes, de la Frénière, des Fontenis… ainsi qu'un captage au Vau) et six sources dans la combe de Barain sont répertoriées sur les cartes de l'I.G.N. Parmi ces six sources, celle de Révillon donne naissance au ruisseau qui traverse le hameau et qui porte d'abord le nom de ruisseau de Révillon, puis plus loin et notamment sur la commune voisine de Chevannay, de ruisseau de Barain.

## Quartiers et hameaux
BarainHameau 
PataudHameau 
Quartier du Vau
les Grands Chaumets

## Climat
Pour des articles plus généraux, voir Climat de la Bourgogne-Franche-Comté et Climat de la Côte-d'Or.
En 2010, le climat de la commune est de type climat des marges montargnardes, selon une étude du Centre national de la recherche scientifique s'appuyant sur une série de données couvrant la période 1971-2000. En 2020, Météo-France publie une typologie des climats de la France métropolitaine dans laquelle la commune est exposée à un climat océanique altéré et est dans la région climatique Lorraine, plateau de Langres, Morvan, caractérisée par un hiver rude (1,5 °C), des vents modérés et des brouillards fréquents en automne et hiver.
Pour la période 1971-2000, la température annuelle moyenne est de 9,9 °C, avec une amplitude thermique annuelle de 16,9 °C. Le cumul annuel moyen de précipitations est de 982 mm, avec 13,1 jours de précipitations en janvier et 8,6 jours en juillet. Pour la période 1991-2020, la température moyenne annuelle observée sur la station météorologique de Météo-France la plus proche, « Pouilly-en-Aux_sapc », sur la commune de Pouilly-en-Auxois à 13 km à vol d'oiseau, est de 10,7 °C et le cumul annuel moyen de précipitations est de 859,1 mm,. Pour l'avenir, les paramètres climatiques de la commune estimés pour 2050 selon différents scénarios d'émission de gaz à effet de serre sont consultables sur un site dédié publié par Météo-France en novembre 2022.

## Urbanisme

### Typologie
Au 1er janvier 2024, Avosnes est catégorisée commune rurale à habitat très dispersé, selon la nouvelle grille communale de densité à 7 niveaux définie par l'Insee en 2022.
Elle est située hors unité urbaine. Par ailleurs la commune fait partie de l'aire d'attraction de Dijon, dont elle est une commune de la couronne,. Cette aire, qui regroupe 333 communes, est catégorisée dans les aires de 200 000 à moins de 700 000 habitants,.

### Occupation des sols
L'occupation des sols de la commune, telle qu'elle ressort de la base de données européenne d’occupation biophysique des sols Corine Land Cover (CLC), est marquée par l'importance des territoires agricoles (80 % en 2018), une proportion sensiblement équivalente à celle de 1990 (79,6 %). La répartition détaillée en 2018 est la suivante : 
prairies (47,8 %), terres arables (30 %), forêts (20 %), zones agricoles hétérogènes (2,2 %). L'évolution de l’occupation des sols de la commune et de ses infrastructures peut être observée sur les différentes représentations cartographiques du territoire : la carte de Cassini (XVIIIe siècle), la carte d'état-major (1820-1866) et les cartes ou photos aériennes de l'IGN pour la période actuelle (1950 à aujourd'hui).

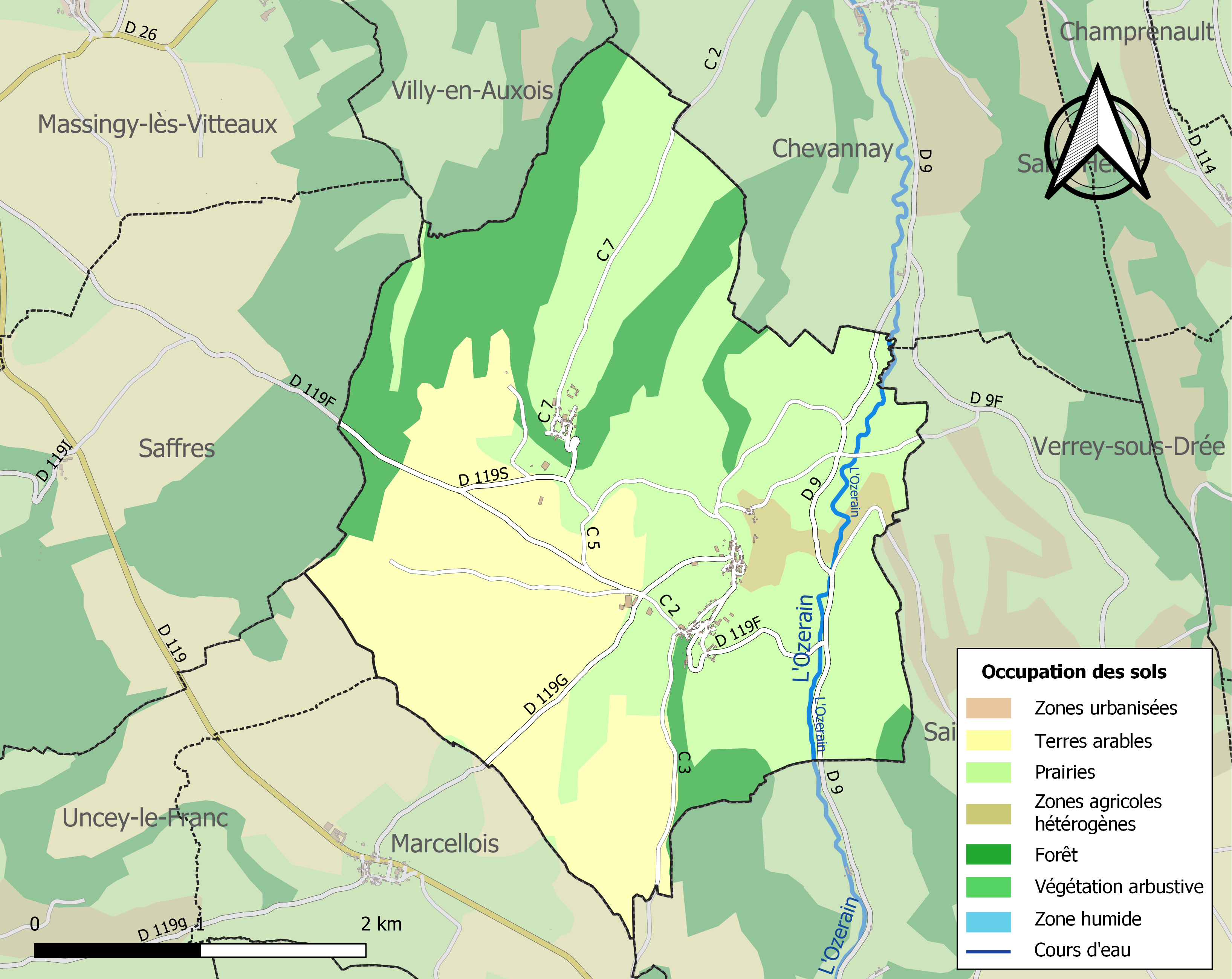
Carte des infrastructures et de l'occupation des sols de la commune en 2018 (CLC).

## Toponymie
Attestée sous la forme Avonna en 1174[réf. nécessaire].

## Histoire

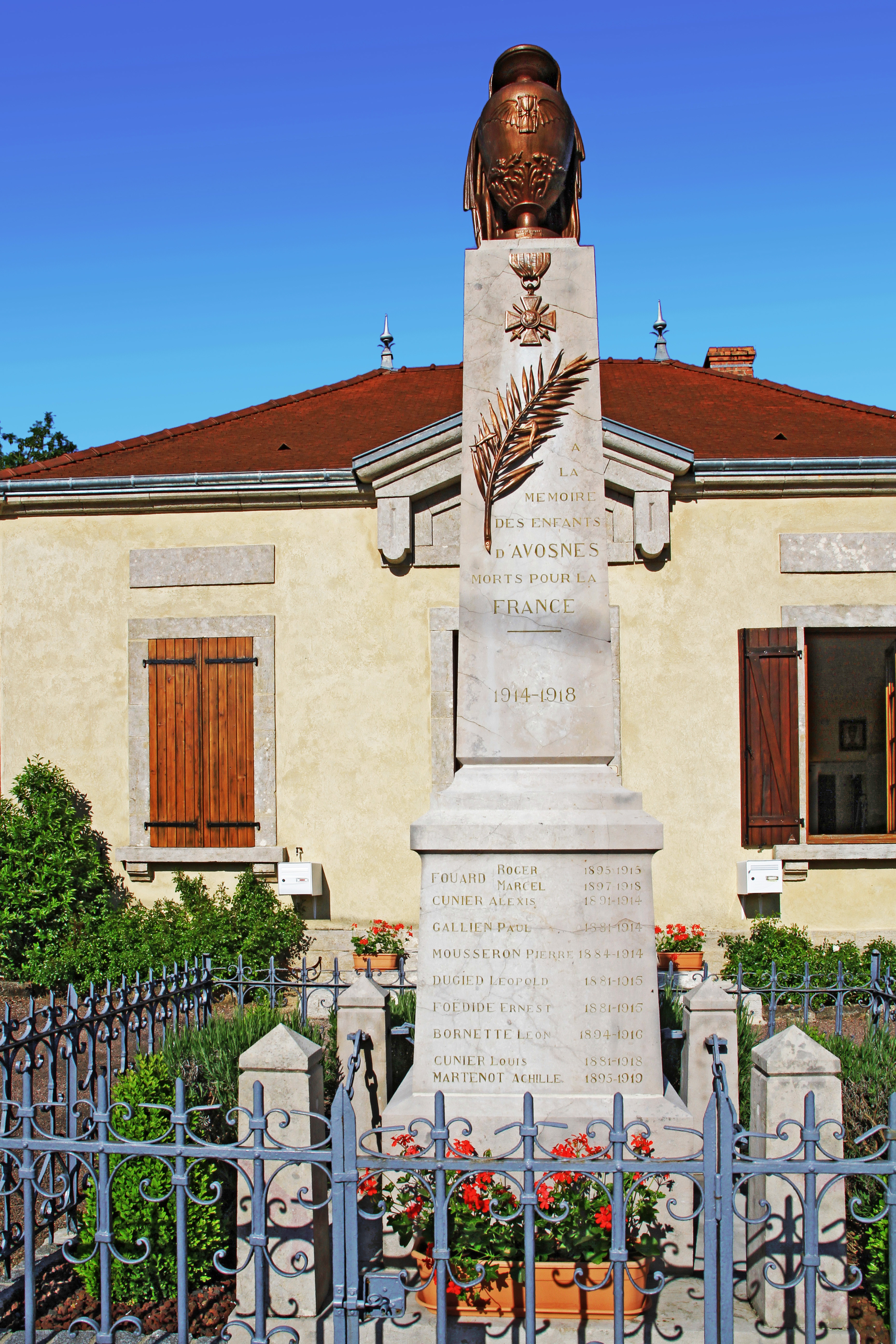
Ancien monument aux morts de 1920 à 2023.

Le village a été fondé par l'Ordre du Temple qui y a administré une léproserie.

## Politique et administration

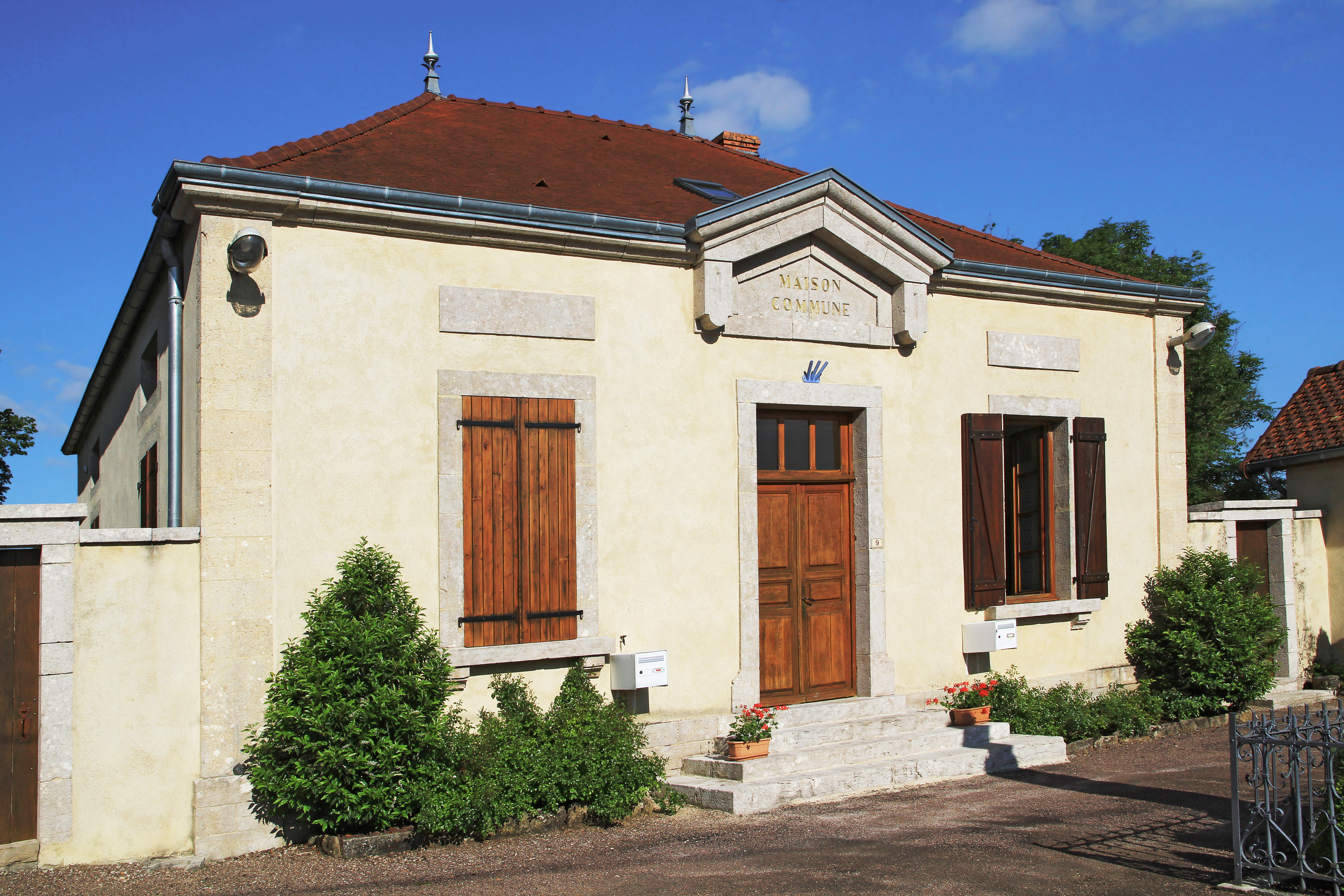
Mairie.

### Liste des maires
| Période                                  | Période  | Identité         | Étiquette | Qualité     |
| ---------------------------------------- | -------- | ---------------- | --------- | ----------- |
| mars 2001                                | 2008     | Philibert Fouard |           | Agriculteur |
| mars 2008                                | 2014     | Gilles Mousseron |           | Agriculteur |
| mars 2014                                | 2020     | Patrick Guimont  | SE        | Retraité    |
| 2020                                     | En cours | Adrien Menetrier | SE        | Éleveur     |
| Les données manquantes sont à compléter. |          |                  |           |             |

## Démographie
L'évolution du nombre d'habitants est connue à travers les recensements de la population effectués dans la commune depuis 1793. Pour les communes de moins de 10 000 habitants, une enquête de recensement portant sur toute la population est réalisée tous les cinq ans, les populations de référence des années intermédiaires étant quant à elles estimées par interpolation ou extrapolation. Pour la commune, le premier recensement exhaustif entrant dans le cadre du nouveau dispositif a été réalisé en 2007.

En 2022, la commune comptait 88 habitants, en évolution de +2,33 % par rapport à 2016 (Côte-d'Or : +0,82 %, France hors Mayotte : +2,11 %).
| 1793 | 1800 | 1806 | 1821 | 1831 | 1836 | 1841 | 1846 | 1851 |
| ---- | ---- | ---- | ---- | ---- | ---- | ---- | ---- | ---- |
| 421  | 355  | 394  | 354  | 354  | 363  | 348  | 328  | 317  |

| 1856 | 1861 | 1866 | 1872 | 1876 | 1881 | 1886 | 1891 | 1896 |
| ---- | ---- | ---- | ---- | ---- | ---- | ---- | ---- | ---- |
| 324  | 307  | 278  | 269  | 234  | 222  | 221  | 218  | 223  |

| 1901 | 1906 | 1911 | 1921 | 1926 | 1931 | 1936 | 1946 | 1954 |
| ---- | ---- | ---- | ---- | ---- | ---- | ---- | ---- | ---- |
| 206  | 186  | 161  | 140  | 151  | 128  | 136  | 133  | 119  |

| 1962 | 1968 | 1975 | 1982 | 1990 | 1999 | 2006 | 2007 | 2012 |
| ---- | ---- | ---- | ---- | ---- | ---- | ---- | ---- | ---- |
| 107  | 92   | 77   | 76   | 66   | 73   | 73   | 73   | 79   |

| 2017 | 2022 | - | - | - | - | - | - | - |
| ---- | ---- | - | - | - | - | - | - | - |
| 89   | 88   | - | - | - | - | - | - | - |

## Culture locale et patrimoine

### Lieux et monuments
En 2015, la commune compte 2 monuments inscrits à l'inventaire des monuments historiques et 9 éléments répertoriés à l'inventaire des objets historiques.
- Chapelle et croix de cimetière de Barain  Classé MH (2000)[19]. La chapelle a été entièrement restaurée (fin des travaux en 2015), le clocher a retrouvé sa forme ancienne (clocher-mur), on peut voir sur les photos prises avant les travaux qu'il a été protégé un temps par un petit toit couvert de tuiles. À l'intérieur, la nef présente un plafond en bateau renversé, et plusieurs statues remarquables sont classées aux M.H.

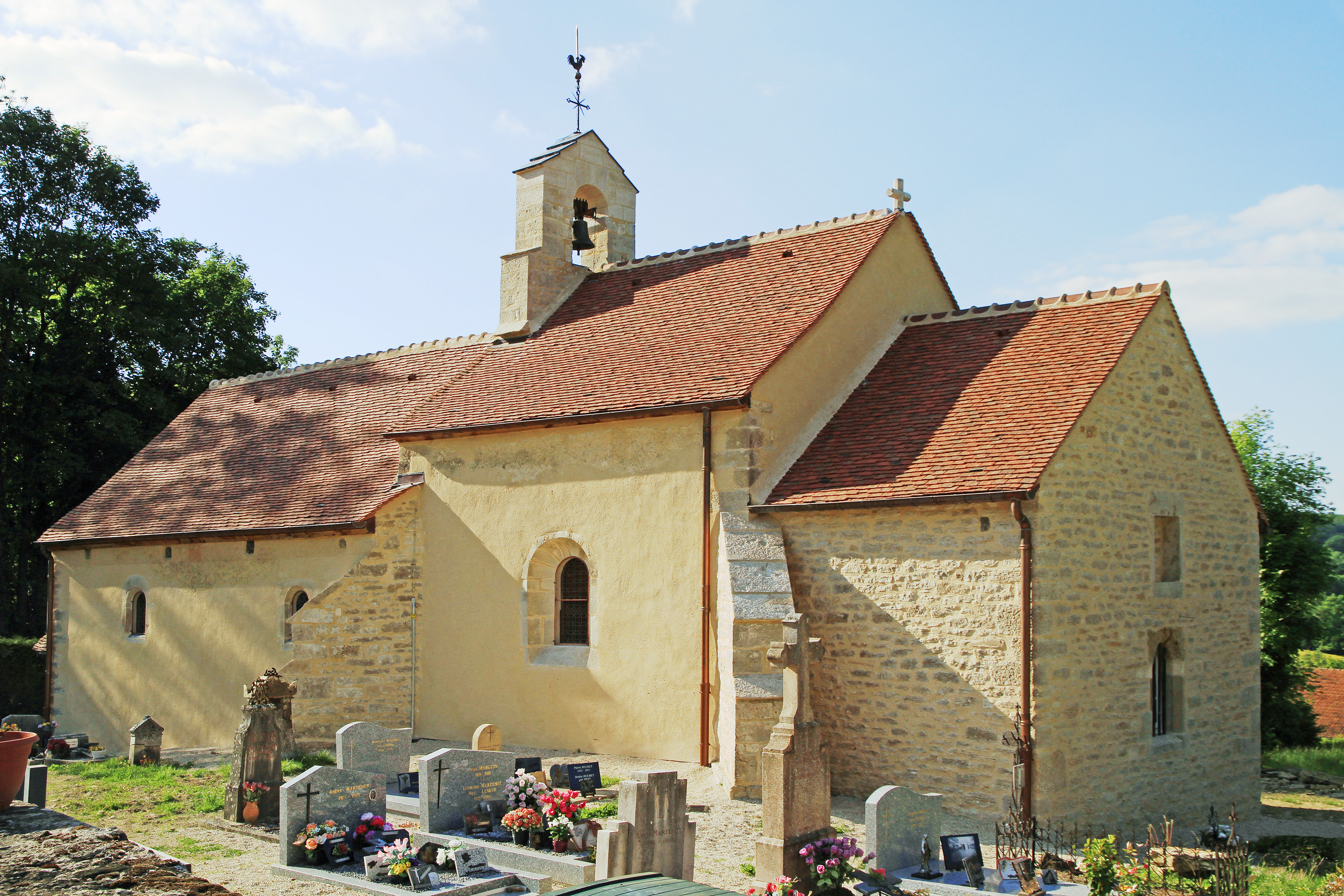
Chapelle de Barain.
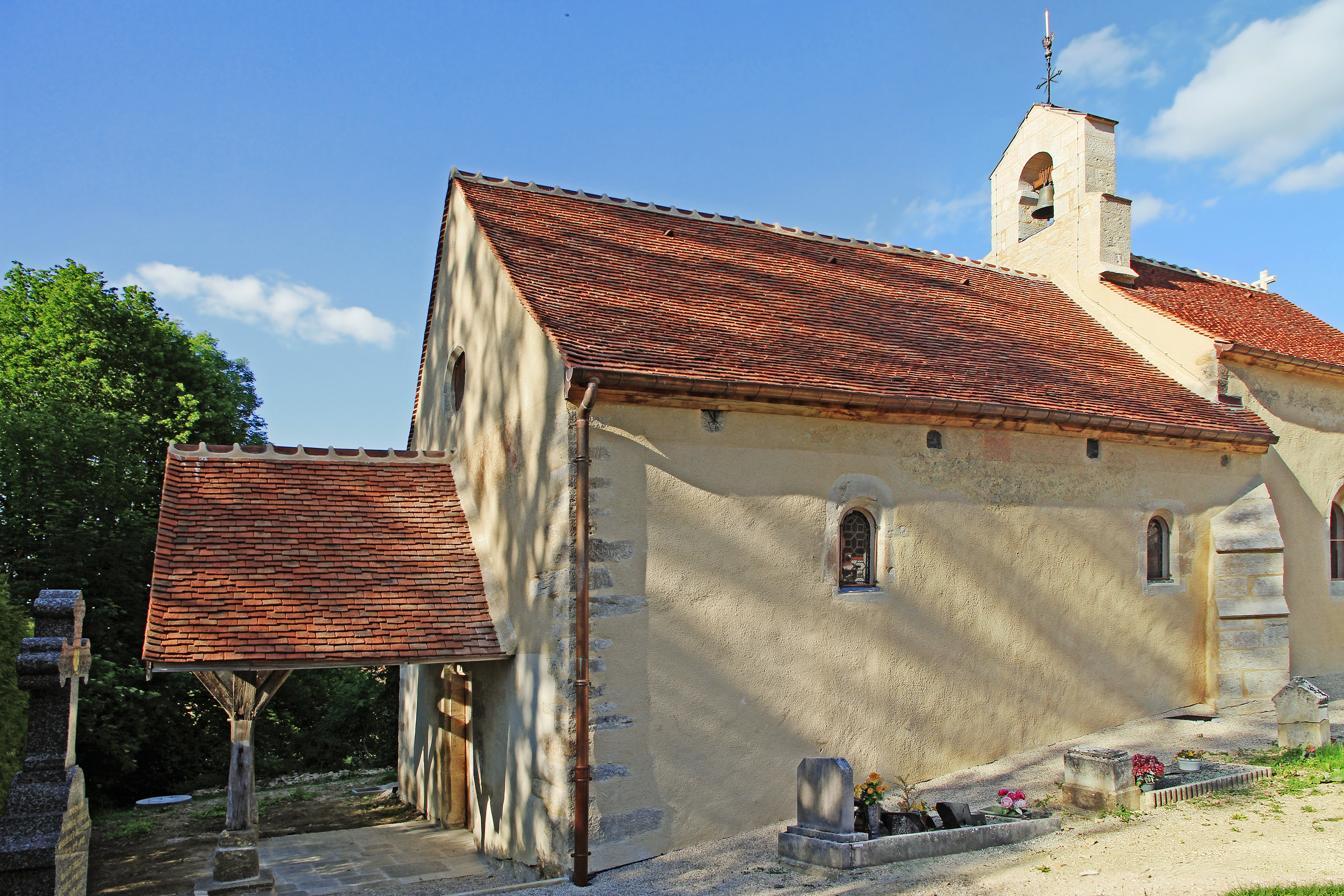
Porche en bois du XVIe s.
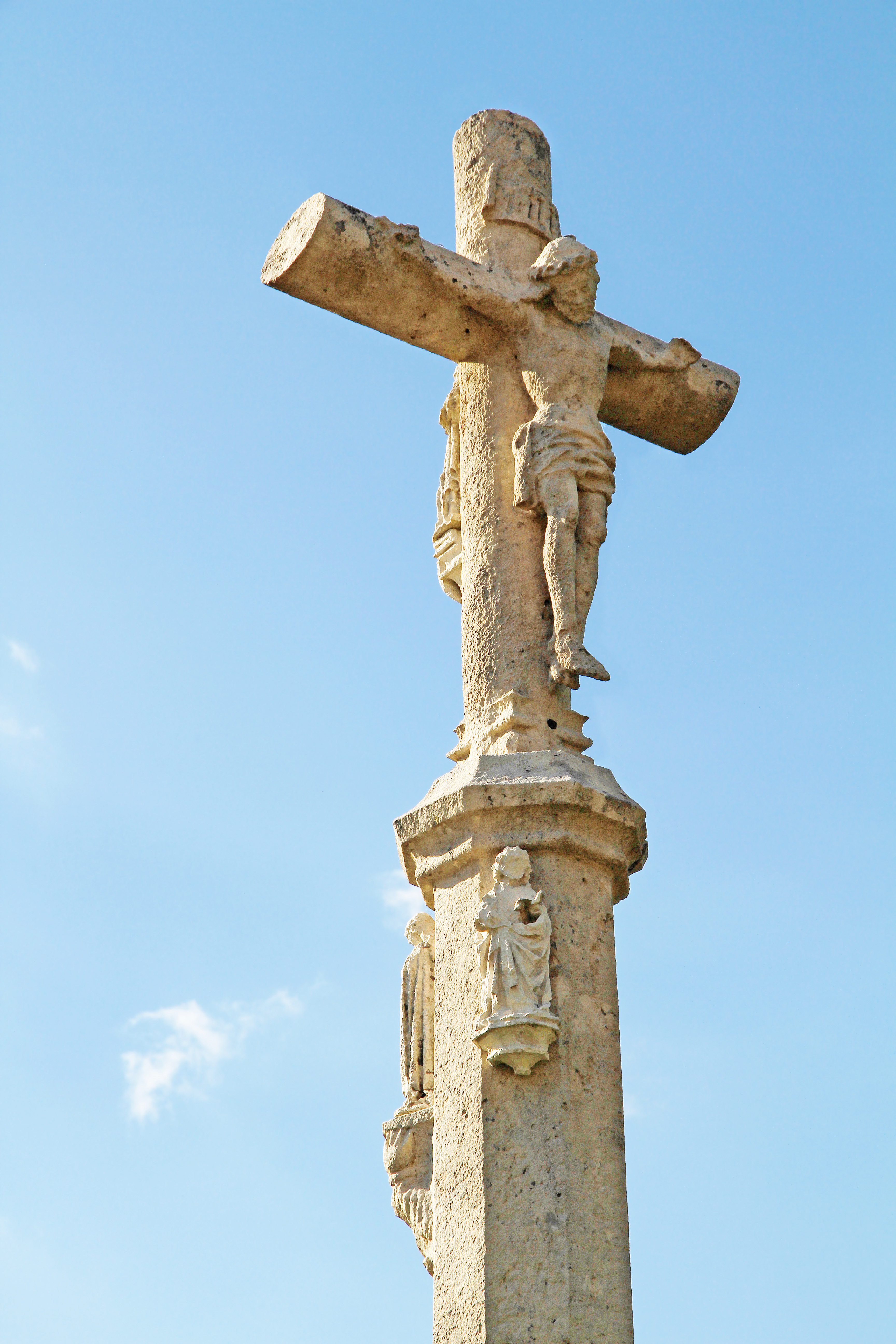
Croix de cimetière de la chapelle.
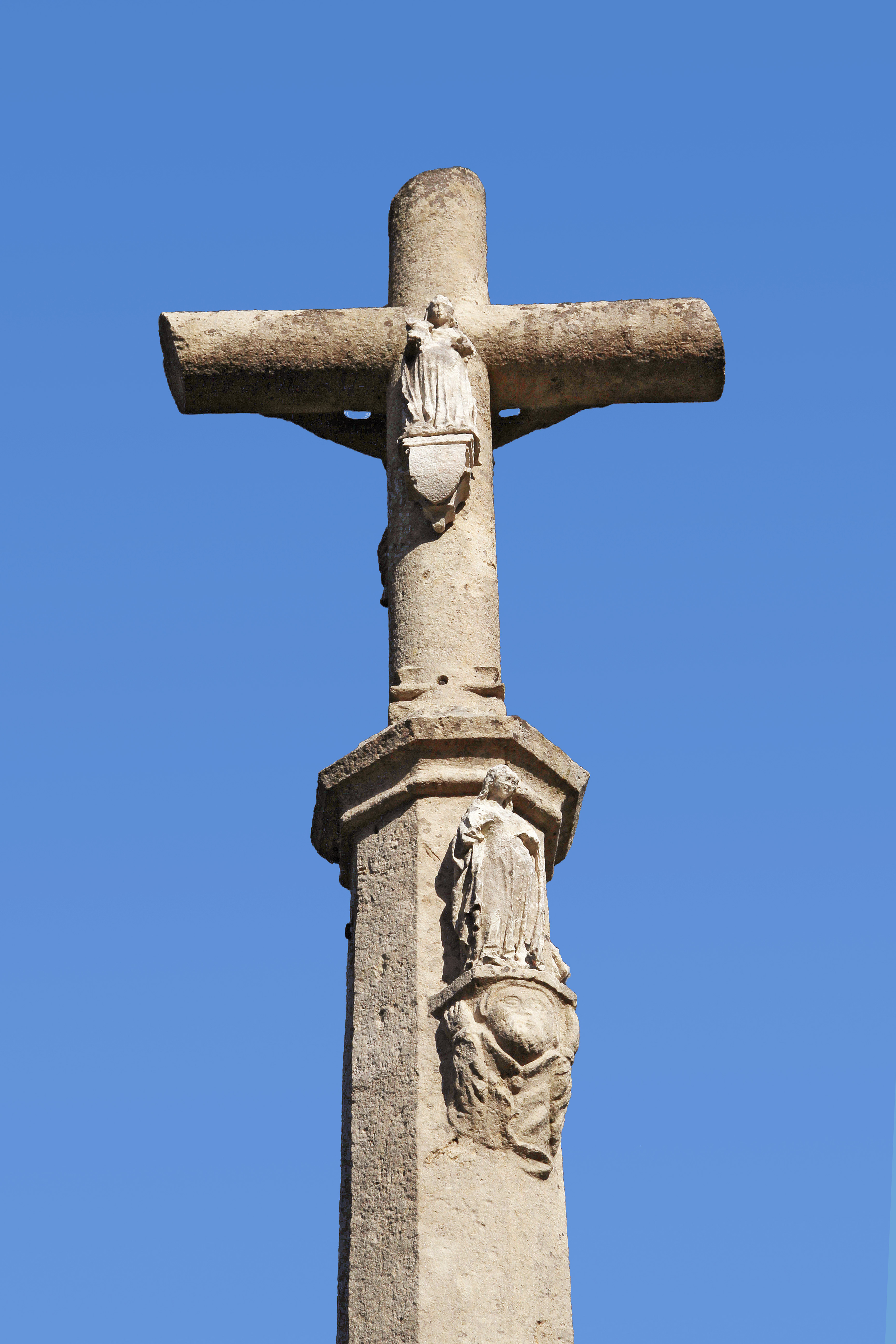
Face ouest de la croix.

- Église Sainte-Croix dont le clocher est décalé de la nef, on y accède par un escalier extérieur.
- Belle croix très ouvragée et bien mise en valeur sur le parvis de l'église.

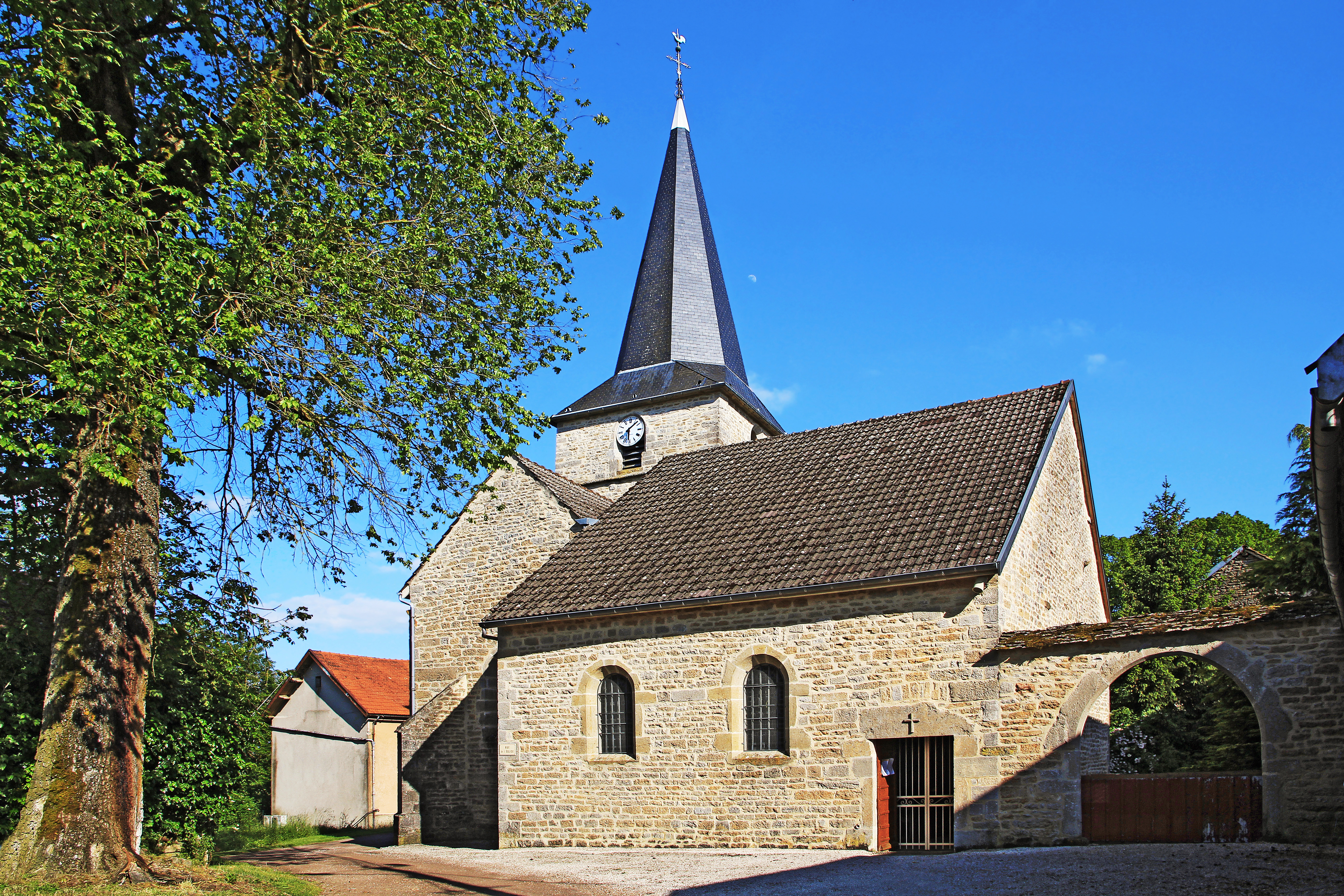
Église Sainte-Croix du village.
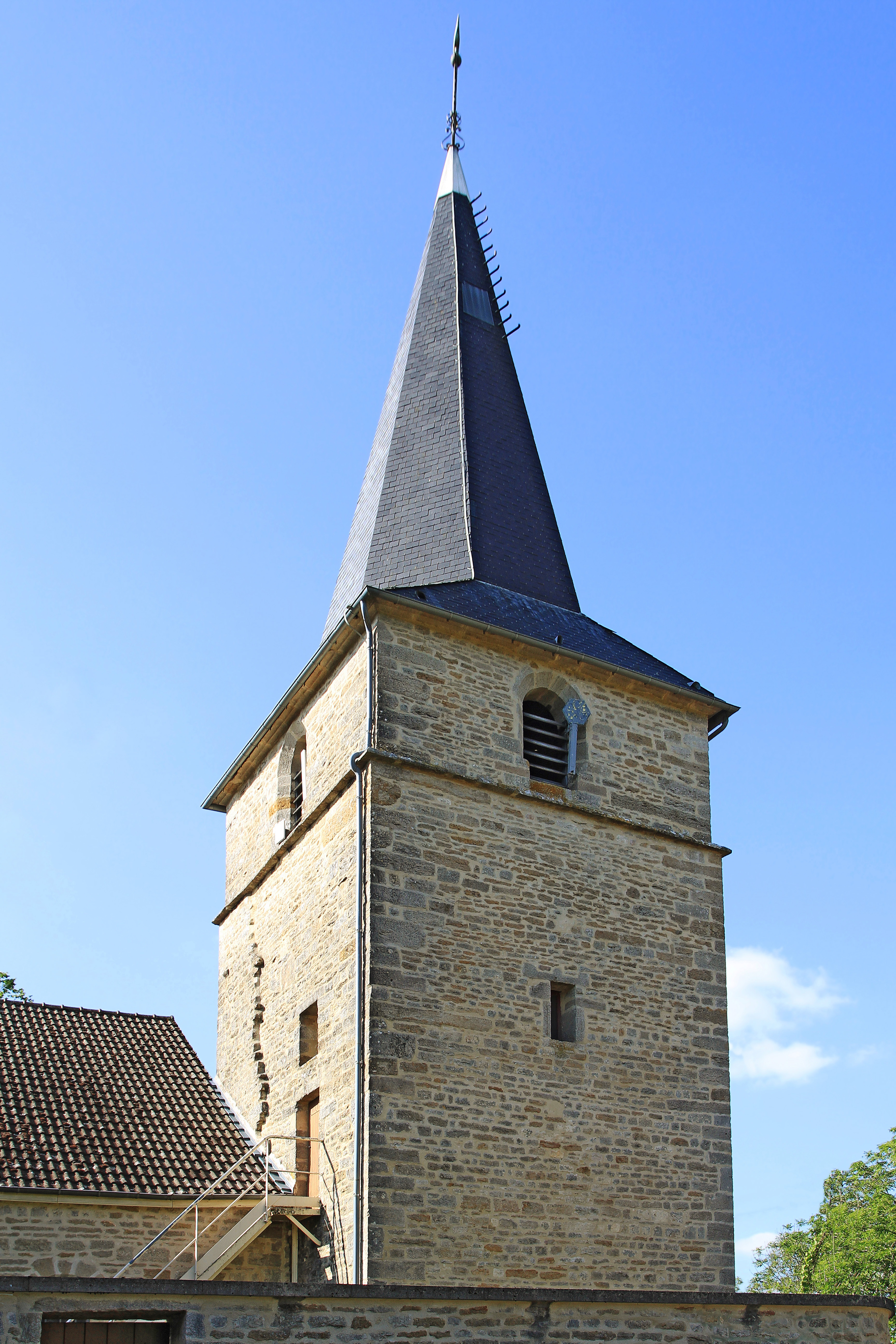
Clocher décalé de la nef.
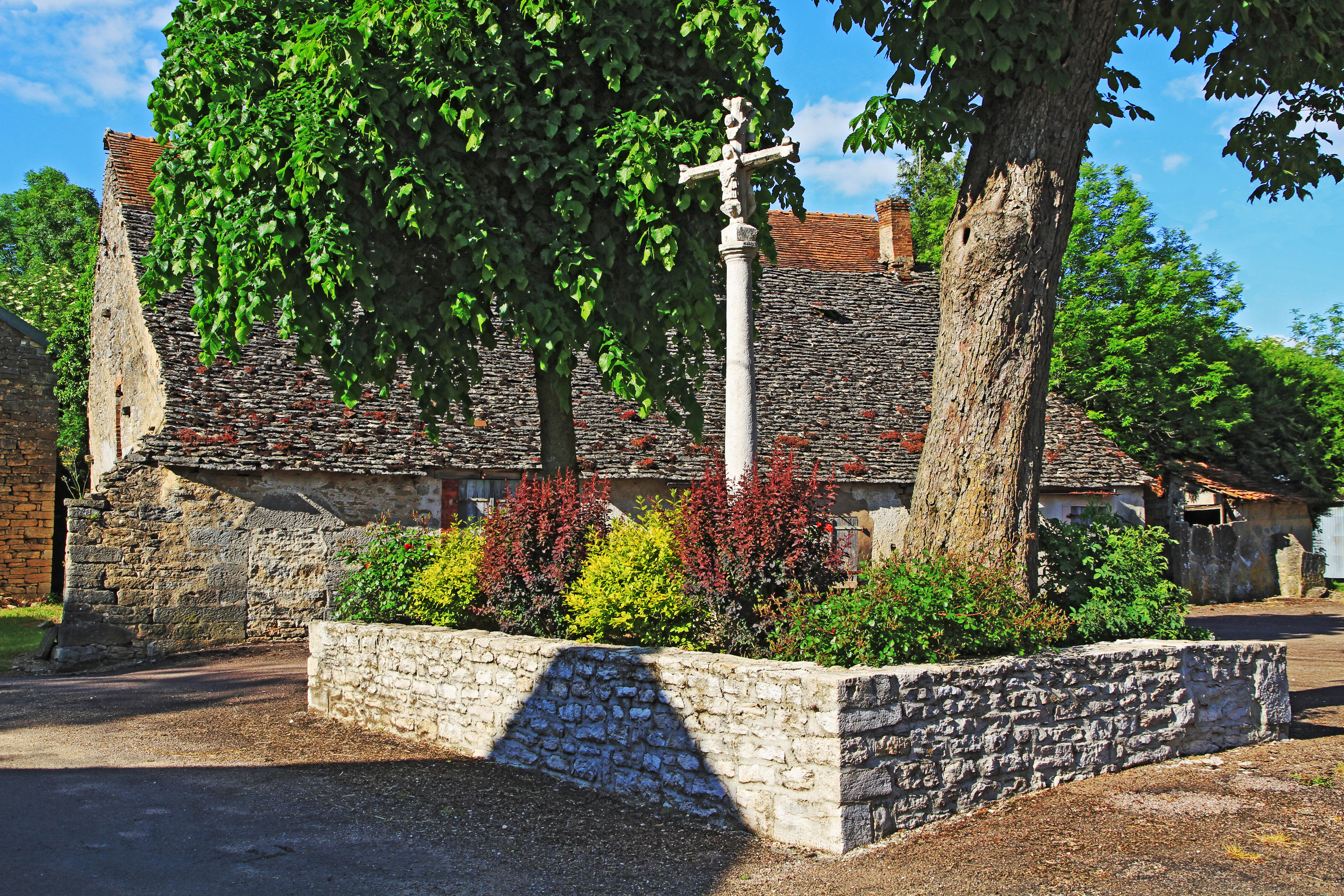
Croix du parvis de l'église.
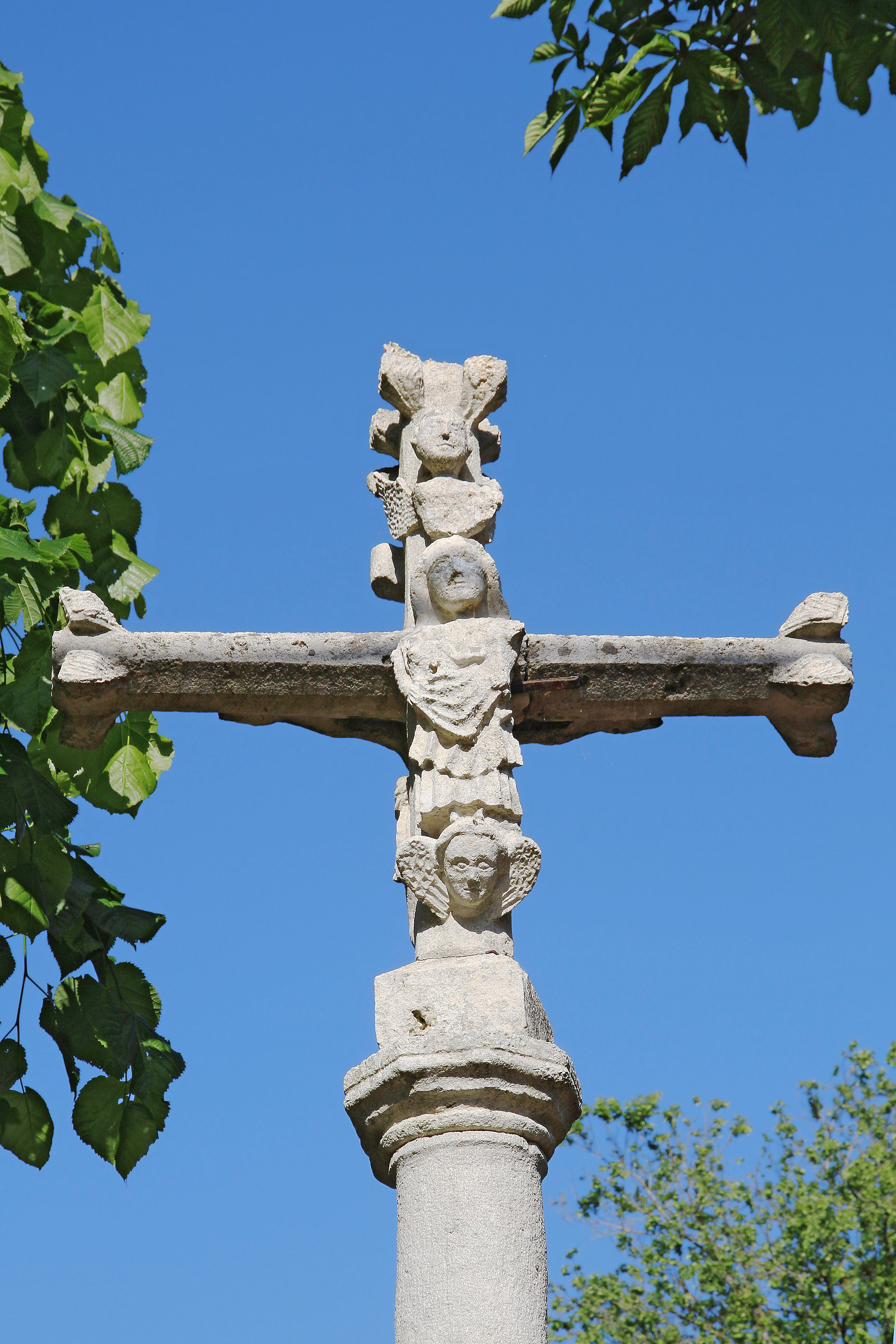
Vierge et anges en face ouest.

- Château fort d'Avosnes du XVIe siècle  Classé MH (1971)[20].

### Héraldique
| Blason de Avosnes | Blason  | Écartelé en sautoir : au 1er d'azur à la fasce ondée d'or surmontée de trois grillets du même rangés en fasce et soutenue d'un croissant d'argent, au 2e de sinople à une échauguette d'or maçonnée de sable, au 3e de sinople à un bœuf arrêté d'argent, au 4e d'argent à une croix pattée et alésée de gueules.                                                      |
| Blason de Avosnes | Détails | L'écartelé en sautoir rappelle la vallée de l'Ozerain. Le premier est pour la famille de Bretagne et la chapelle de Barain ; le deuxième est pour le château d'Avosnes ; le troisième met en valeur l'élevage et l'agriculture ; enfin, le quatrième est pour les Templiers, fondateurs du village. Création Bertrand Guillot et Daniel Juric. Adopté le 25 mars 2021. |